# Franco Masoni

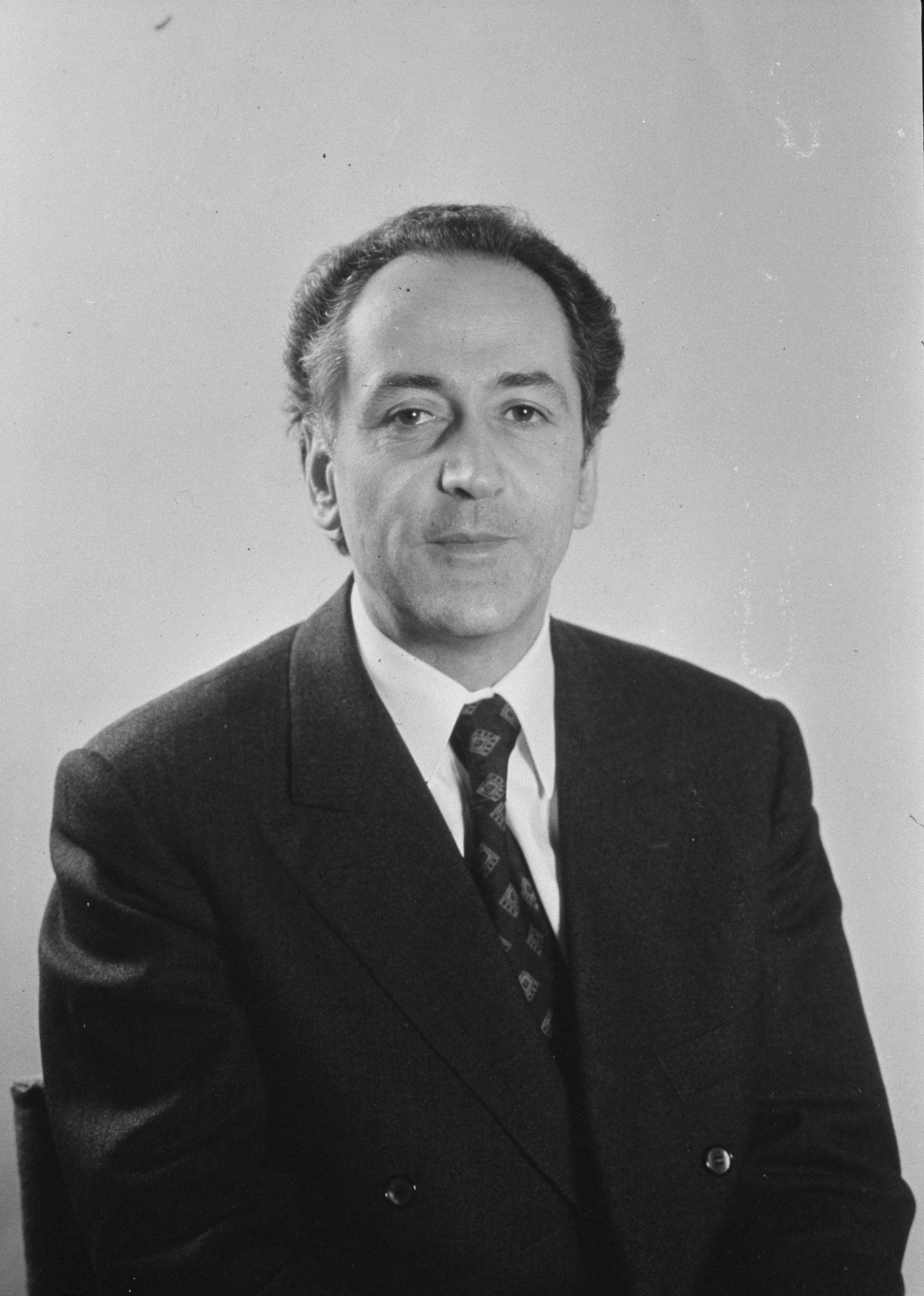
Franco Masoni (1971)

Franco Masoni (* 5. Juli 1928 in Lugano) ist ein Schweizer Rechtsanwalt und Politiker (FDP).

## Biografie
Franco Masoni wurde als Sohn von Igino, einem Drucker aus der Toskana, und der Marina, geborene Mazzuconi, aus Pregassona (heute Gemeinde Lugano) geboren. 1955 heiratete er Valeria Fontana aus Chiasso, erste Tessiner Rechtsanwältin und Notarin. Er besuchte die Schulen in Lugano, dann absolvierte er ein Rechtsstudien in Heidelberg und 1955 erhielt er das Lizenziat der Rechtswissenschaften an der Universität Bern. Ab 1957 war er selbstständiger Rechtsanwalt und Notar in Lugano. Er wurde 1946 Mitglied der Jugendorganisation der liberal-radikalen Partei des Kantons Tessin.
Er vertrat die Liberal-Radikalen von 1956 bis 1972 und von 1982 bis 1990 im Gemeinderat von Lugano, 1959–1975 im Tessiner Grossrat, 1967–1975 im Nationalrat und 1975–1979 sowie 1983–1991 im Ständerat, dessen Präsident er von 1987 bis 1988 war. Ab den 1970er Jahren gehörte er zu den tonangebenden Politikern des rechten Luganeser Parteiflügels. In diesem Sinne gründete er 1976 in Lugano die Organisation Alleanza Liberi e Svizzeri (ALS), die mit den Zeitschriften Europa Libera und Cornache dell’ALS und einer eigenen Fernsehstation im von der Schweiz umgebenen Campione d’Italia ultrakonservative Diskurse zu verbreiten versuchte. 
Masoni prägte die politische Linie der Zeitschrift Gazzetta Ticinese, verfasste zahlreiche Publikationen und bekleidete leitende Stellungen in kulturellen Vereinigungen nicht nur im Tessin, sondern auch schweizweit und auf internationaler Ebene. Er gehörte dem Verwaltungsrat u. a. der Schweizerischen Bankgesellschaft und der Banca della Svizzera italiana an.
Er ist Mitglied des Rotary Clubs von Lugano und war von 1983 bis 1984 dessen Präsident.

## Schriften
- Publikationen von und über Franco Masoni im Katalog Helveticat der Schweizerischen Nationalbibliothek